# Ana González de Recabarren
Ana González González (Toco, Tocopilla, 26 juillet 1925 - Santiago, 26 octobre 2018,,), plus connue sous le nom d'Ana González de Recabarren, est une militante chilienne des droits humains. Quatre membres de sa famille ont été arrêtés et ont disparu en 1976, pendant la dictature militaire d'Augusto Pinochet.

## Jeunesse
Elle naît à Toco, un centre d'exploitation du salpêtre proche de Tocopilla, en 1925. Dans les années 1930 elle déménage à Tocopilla avec sa famille. Par la suite elle déménage dans le quartier Bulnes de Renca, à Santiago. Elle se marie avec Manuel Segundo Recabarren Rojas.
Elle devient militante du Parti Communiste à ses 17 ans, parti qu'elle quittera dans les années 2000.

## Militante des droits de l'homme
Pendant les premières années de la dictature militaire elle perd une grande partie de sa famille à cause des agissement de la Direction nationale du renseignement  (DINA). Deux de ses fils, Luis Emilio et Manuel « Mañungo » Guillermo Recabarren, et la conjointe du premier, Nalvia Rose Mena Alvarado - qui était alors enceinte -, sont arrêtés et disparaissent le 29 avril 1976, alors qu'ils sont âgés de respectivement 29, 22 et 20 ans. Seul son petit-fils Luis Emilio « Puntito » Recabarren Mena, qui a à l'époque 2 ans, en ressort vivant. Le lendemain, le 30 avril, son mari Manuel (50 ans), sort chercher ses fils et sa bru, et est également arrêté et disparaît. Selon certains témoignages, il aurait été vu vivant dans le centre de détention de Villa Grimaldi.

Après la disparition des membres de sa famille, Ana González rejoint l'Association des Familles d'arrêtés disparus, et en devient l'une des principales dirigeantes, avec Sola Sierra (es), Mireya García (es), Viviana Díaz (es) et Clotario Blest (es). Elle participe à une grève de la faim devant le siège de la Commission économique pour l'Amérique Latine (CEPAL) et représente l'association, avec Gabriela Bravo et Ulda Ortiz, dans plusieurs institutions internationales comme l'Organisation des Nations unies, l'Organisation des États américains, la Croix-Rouge internationale, la Commission internationale de juristes, le Saint-Siège et Amnesty International, entre autres.

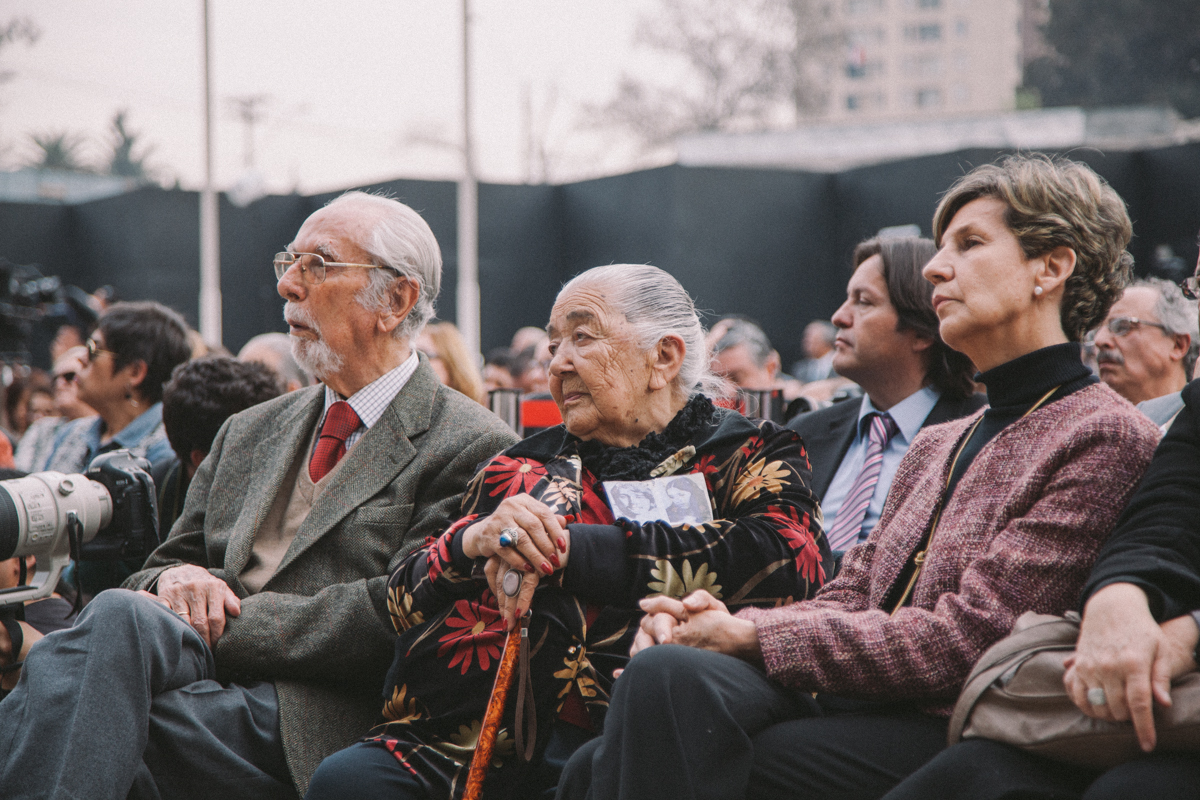
González (au centre) entre Andrés Aylwin et Isabel Allende Bussi, lors de l'hommage du 9 septembre 2013.

Elle est la protagoniste d'un documentaire filmé en 1996, Je veux pleurer des mers, qui est diffusé en 2000 lors d'un chapitre du programme télévisé El mirador (Télévision nationale du Chili), et qui obtient l'année suivante un Prix Ondas dans la catégorie latinoaméricaine de « Meilleur programme, professionnel ou émission de télévision ». En juin 2000, elle dépose plainte contre Augusto Pinochet pour la disparition des quatre membres de sa famille.
En 2011, elle est nommée pour le Prix national des Droits de l'homme au Chili, prix qui est finalement remit à Viviana Díaz. González et Andrés Aylwin ont reçu un hommage de la part des partis de la Nouvelle Majorité, lors d'une cérémonie réalisée le 9 septembre 2013, pour leur lutte dans la défense des victimes du régime de Pinochet.
En 2017 son témoignage fait partie de la série de télévision Une histoire nécessaire : il s'agit du seizième et dernier épisode, consacré à relater l'arrestation de sa famille aussi bien que le travail qu'elle a réalisé au sein de l'Association des Familles d'arrêtés disparus. 

## Décès
En décembre 2016, Ana est admise à l'Hôpital San José pour une insuffisance respiratoire. Dès lors sa santé se détériore considérablement. Le 10 février 2017, la musicienne Ana Tijoux et son groupe joue pour elle un concert privé, lors duquel ils interprètent la chanson Sacar la voz (Enlever la voix en français).
Ana González meurt le 26 octobre 2018 à l'Hôpital San José, à Santiago, à l'âge de 93 ans. La veillée funèbre est réalisée à son domicile, sous forme de fête selon ses volontés : plusieurs chanteurs lui rendent hommage. Ses obsèques ont lieu le 28 octobre.